# Stichting Sportvereniging Roda Juliana Combinatie 2019-2020
Questa voce raccoglie le informazioni riguardanti lo Stichting Sportvereniging Roda Juliana Combinatie nelle competizioni ufficiali della stagione 2019-2020.

## Rosa
Rosa aggiornata al 14 ottobre 2019
| N. |                        | Ruolo | Calciatore              |
| -- | ---------------------- | ----- | ----------------------- |
| 1  | Belgio (bandiera)      | P     | Tom Muyters             |
| 3  | Paesi Bassi (bandiera) | D     | Daryl Werker (capitano) |
| 4  | Finlandia (bandiera)   | D     | Richard Jensen          |
| 5  | Germania (bandiera)    | D     | Yann Aurel Bisseck      |
| 6  | Paesi Bassi (bandiera) | C     | Robert Klaasen          |
| 7  | Paesi Bassi (bandiera) | C     | Roland Alberg           |
| 8  | Spagna (bandiera)      | C     | Antonio Cotán           |
| 9  | Inghilterra (bandiera) | A     | Ike Ugbo                |
| 10 | Germania (bandiera)    | C     | Ba-Muaka Simakala       |
| 11 | Belgio (bandiera)      | C     | Jordy Croux             |
| 13 | Paesi Bassi (bandiera) | D     | Pepijn Schlösser        |
| 14 | Belgio (bandiera)      | C     | Livio Milts             |

| N. |                        | Ruolo | Calciatore        |
| -- | ---------------------- | ----- | ----------------- |
| 16 | Serbia (bandiera)      | P     | Radomir Novakovic |
| 18 | Belgio (bandiera)      | A     | Mart Remans       |
| 20 | Curaçao (bandiera)     | D     | Roshon van Eijma  |
| 21 | Messico (bandiera)     | D     | Juan Alonso       |
| 22 | Belgio (bandiera)      | D     | Niels Verburgh    |
| 23 | Croazia (bandiera)     | A     | Ivan Prtajin      |
| 24 | Paesi Bassi (bandiera) | C     | Nicky Souren      |
| 26 | Belgio (bandiera)      | P     | Raf Mertens       |
| 27 | Paesi Bassi (bandiera) | D     | Mitchel Keulen    |
| 29 | Germania (bandiera)    | C     | Romario Rösch     |
| 33 | Belgio (bandiera)      | D     | Timothy Durwael   |